# Séisme de 1799 dans le Marais breton-vendéen
Ne doit pas être confondu avec Marais poitevin.
Le séisme de 1799 dans le Marais breton-vendéen, ou séisme de Bouin, est un séisme de magnitude 6,4  qui a frappé la région le 25 janvier 1799 (6 Pluviôse de l'an VII dans le calendrier républicain) avec des répliques les jours suivants. Son épicentre est situé à une profondeur de 24 km dans la baie de Bourgneuf au niveau de l'île de Bouin. Des secousses d'intensité VII-VIII sont ressenties dans tout l'Ouest de la France.

## Localisation

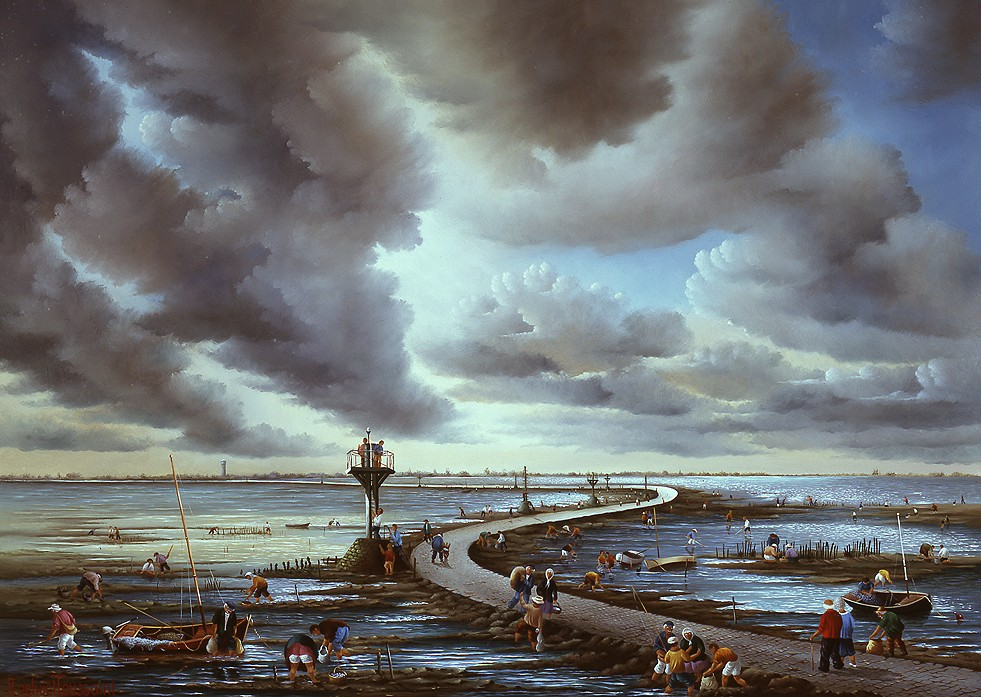
Noirmoutier-Le passage du Gois (2001), Raphaël Toussaint. Le passage du Gois, dans la baie de Bourgneuf, relie Beauvoir-sur-Mer sur le continent à Barbâtre sur l'île de Noirmoutier.

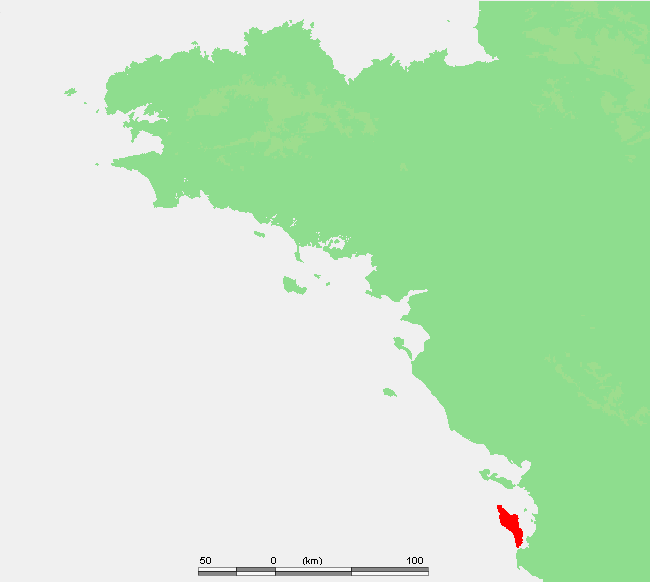
Autre référence en matière de sismicité régionale, le séisme de 1972 sur l'île d'Oléron.

Risque sismique en Loire-Atlantique
et en Vendée.

Le séisme du 25 janvier 1799 est localisé dans le Marais breton-vendéen, zone humide située sur le littoral de l'océan Atlantique qui marque la limite entre les deux anciennes provinces françaises de la Bretagne et du Poitou et s'étend sur les deux départements de la Loire-Atlantique et de la Vendée en région des Pays de la Loire.
L'épicentre est localisé en mer, dans la baie de Bourgneuf, entre Barbâtre à l'entrée de l'île de Noirmoutier et Bouin sur le continent. Les plus importants dommages s'inscrivent dans la zone Bouin, Machecoul, Bois-de-Céné, La Garnache, Beauvoir-sur-Mer et Barbâtre.
Le séisme est ressenti tout le long de la côte, jusqu'à Vannes au nord et La Rochelle au sud, et jusqu'à une distance de cent cinquante à deux cents kilomètres dans l'intérieur des terres. Le Grand Ouest de la France est ébranlé de la Bretagne à la Normandie, du Berry à l'Anjou et à la Touraine, du Limousin au Poitou, de la Saintonge à l'Aunis et au Bordelais, en Auvergne, dans le Morvan et jusqu'en Île-de-France,

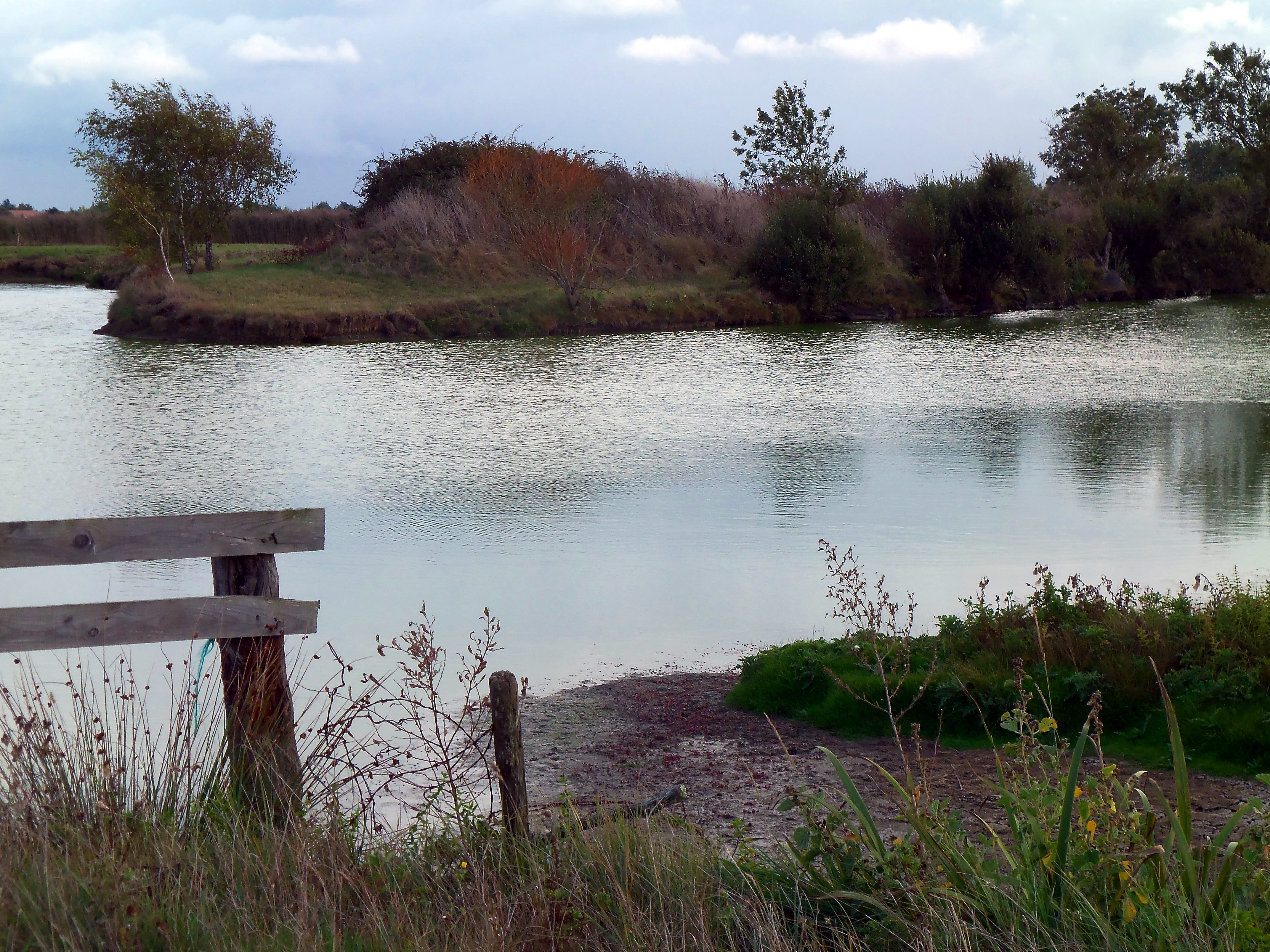
Paysage du Marais breton-vendéen à Bouin.
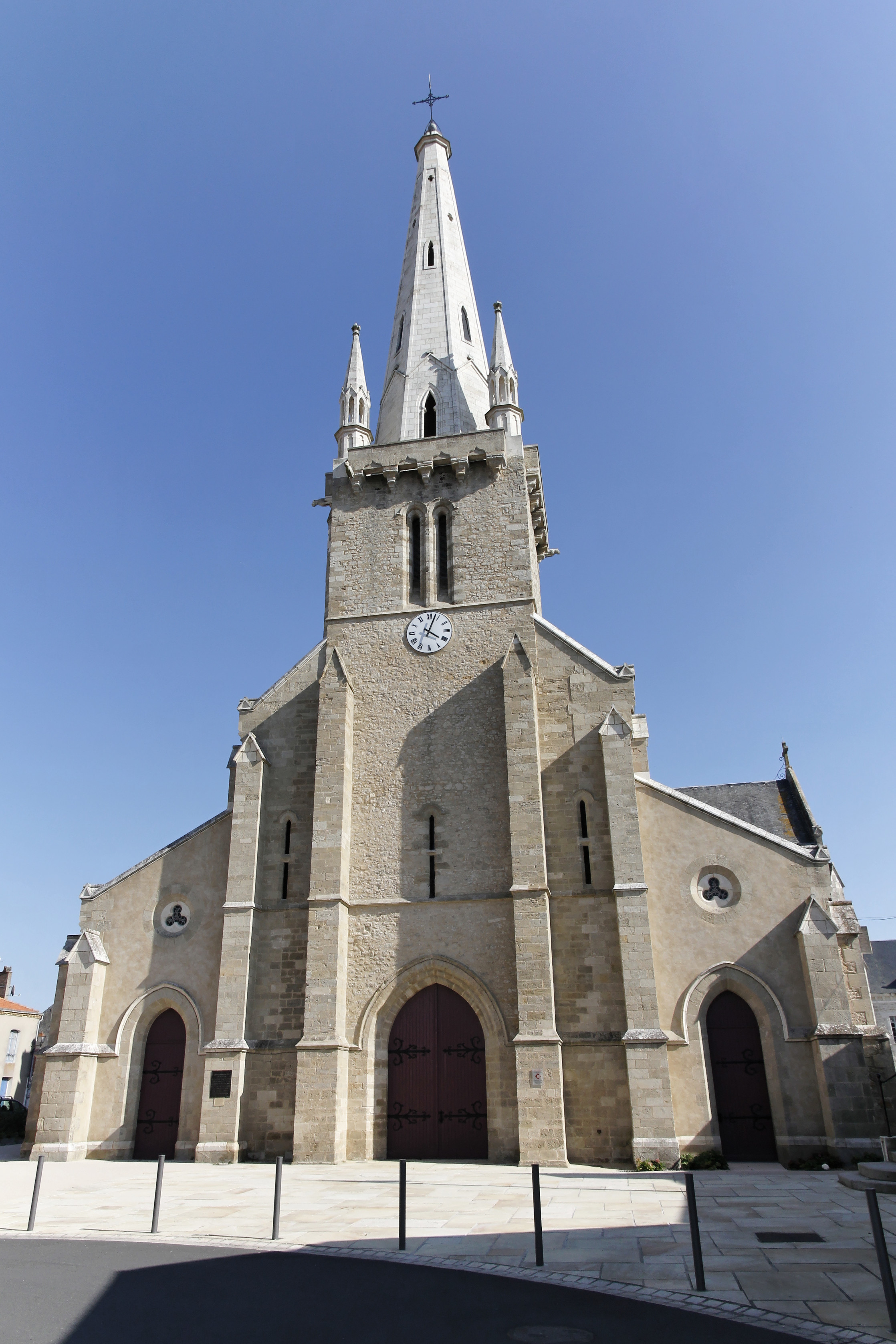
Église Notre-Dame de Bouin (XIVe siècle)[5] : « la flèche du clocher toute en pierre de taille construite à ciment est sur le point de tomber ».
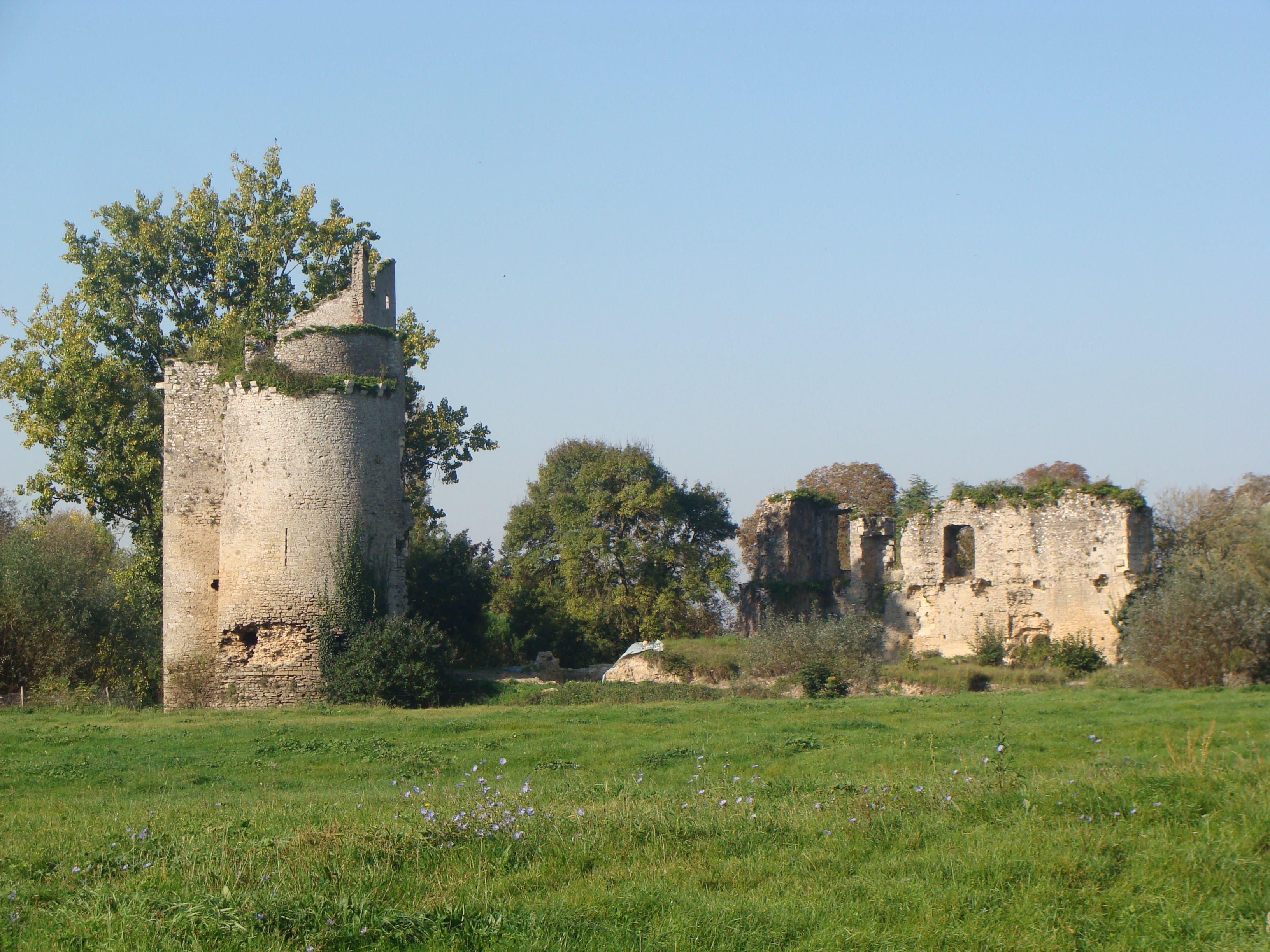
Le château de Gilles de Retz à Machecoul brûlé pendant la guerre de Vendée.
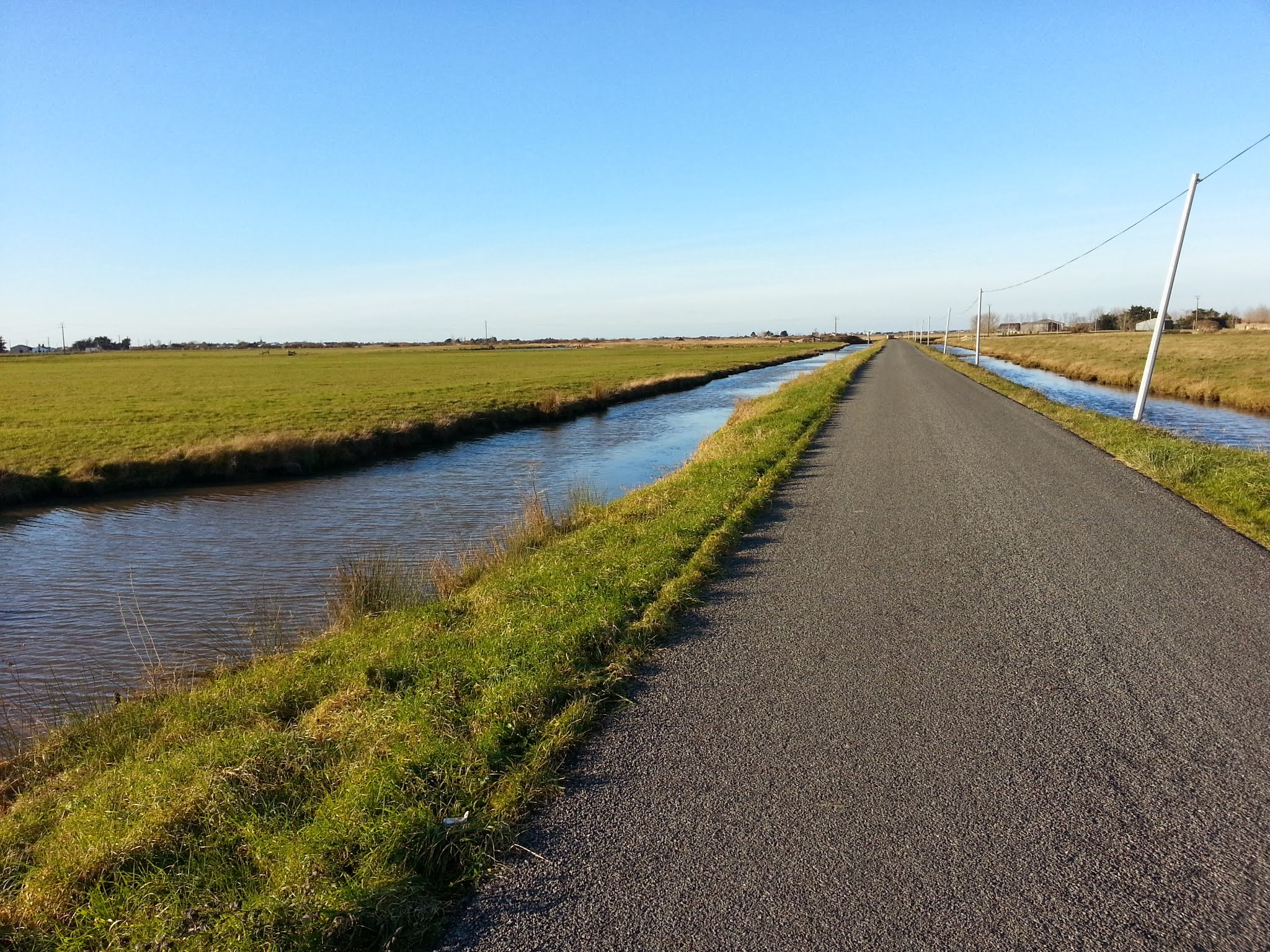
Paysage du Marais breton-vendéen vers Bois-de-Céné.
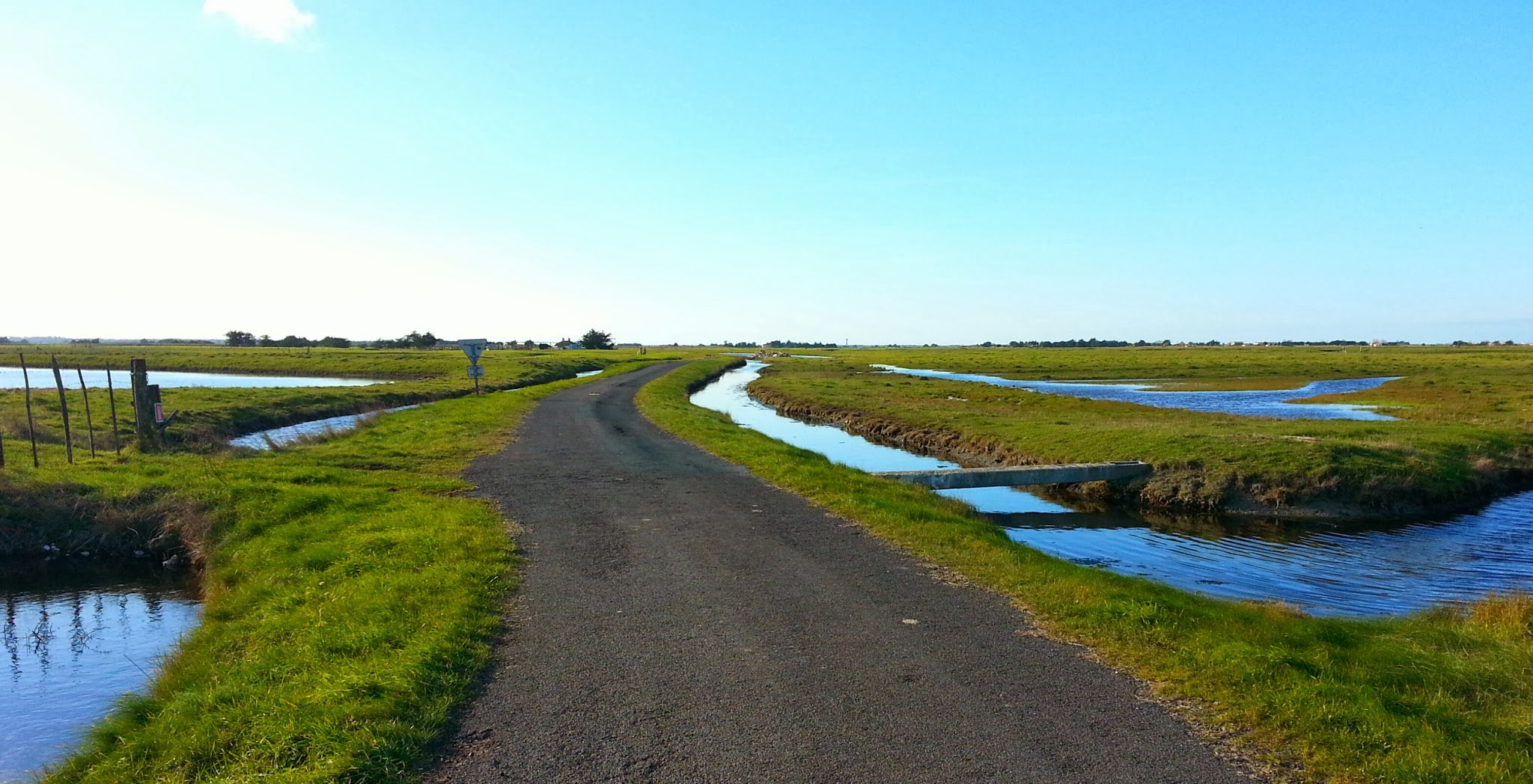
Le Marais à Beauvoir-sur-Mer.
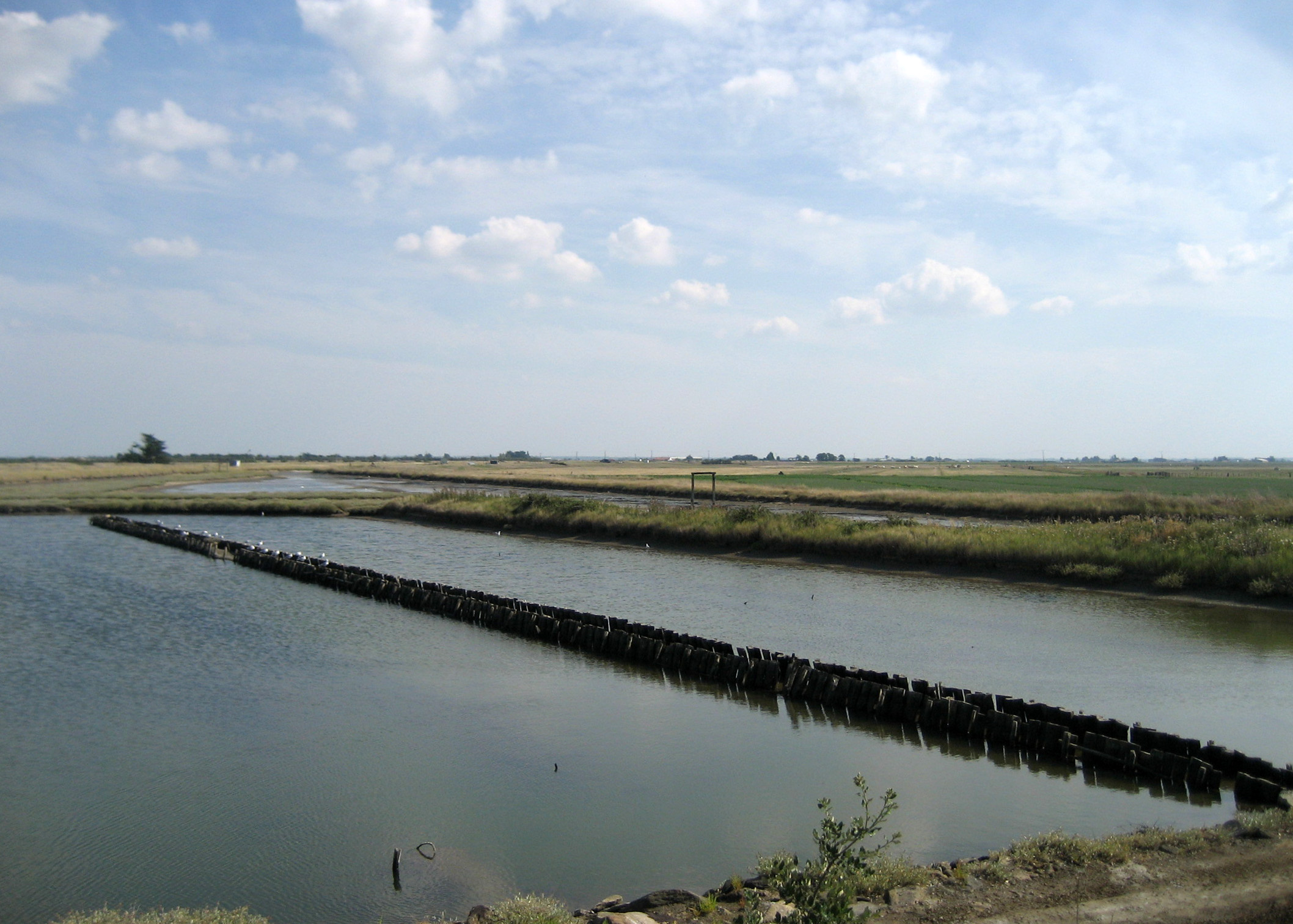
Le Marais vers Bourgneuf-en-Retz.

## Caractéristiques
Le tremblement de terre du 25 janvier 1799 est l'un des événements majeurs du Grand Ouest de la France. Il constitue par son ampleur et son intensité de VIII, maximale pour le massif armoricain, le séisme le plus important recensé à ce jour dans cette région et il est l'un des six séismes historiques à avoir eu des effets destructeurs en France métropolitaine avec ceux de Bâle à proximité de la frontière française (intensité IX-X) en 1356, Bagnères-de-Bigorre (intensité VIII-IX) en 1660, Remiremont (intensité VIII) en 1682, de la mer ligure au large de la Côte d'Azur (intensité X) en 1887 et de Lambesc (intensité IX) en 1909,,, celui d'Arette (intensité VIII-IX) en 1967 étant le premier séisme à effet destructeur en France métropolitaine à être documenté par la sismicité instrumentale.
Le 6 Pluviôse de l'an VII de la République, vers 4 heures du matin, la population de la Vendée militaire est brusquement réveillée par cette secousse sismique qui va ajouter ses décombres à ceux d'une région déjà éprouvée par la Guerre de Vendée encore proche et par les rudes conditions climatiques de cet hiver 1799.
À Bouin la durée de la secousse fut d'une « demiminutte » et sa direction du sud au nord.
Plusieurs études récentes ont permis l'estimation de la magnitude à 6,4 et de la profondeur à 24 km, estimations retenues par le Bureau de recherches géologiques et minières.
L'intensité est de l'ordre de VII-VIII à l'épicentre, le foyer de la secousse se situant non pas au cœur du marais comme initialement avancé mais plus à l'ouest, en mer, dans la baie de Bourgneuf. Dans la zone la plus durement touchée, la secousse est estimée avoir atteint une intensité VIII en raison de la moindre résistance des sédiments constitutifs du marais qui ont amplifié localement le mouvement sismique. L'intensité diminue avec l'augmentation de la distance mais reste importante à Nantes et aux Sables-d'Olonne (VI-VII), à La Rochelle, l'île d'Oléron et Belle-Île-en-Mer (VI). Elle est encore de V-IV à Tours, Guernesey, Vannes, Châteauroux, Rennes ou Limoges et plus faible (III) mais encore ressentie à Paris, Bordeaux ou Caen.
Plusieurs répliques se produisent dans le secteur de Bouin et Machecoul, les 27 et 29 janvier puis les 5 et 6 février.
Les variations du mouvement des eaux de la région démontrent que le séisme a bien été sous-marin et qu'il a peut-être donné lieu à un tsunami.

## Cause probable
La collision entre les plaques tectoniques aquitaine et armorique a donné naissance au Carbonifère au socle hercynien du massif armoricain créant des failles orientées nord-ouest, sud-est, qui vont de la pointe du Raz à Nantes et des landes de Lanvaux à Angers et se prolongent au sud de l'estuaire de la Loire. Ces fractures de cisaillement sont à l'origine de grabens qui s'accentuent pendant le Mésozoïque et le Cénozoïque et se remplissent de sédiments dont l'épaisseur peut être supérieure à 100 m dans les fossés les plus profonds. Elles sont encore actives au Quaternaire et leur rejeu explique les séismes du sud de la Loire et plus particulièrement ceux de la Vendée,.
Les communes où les plus grands dégâts sont signalés (Bouin, Machecoul) sont proches de ces fractures, de même que les localités où le séisme est ressenti avec force même si les dégâts sont moindres (Champtoceaux, Beauvoir-sur-Mer, Saint-Gilles-Croix-de-Vie, Nantes, La Brière, Tiffauges, et, plus loin, La Flèche).
L'épicentre est situé sur le plateau continental au large de l'île de Noirmoutier, dans la baie de Bourgneuf. La secousse a provoqué une vague importante ressentie à Belle-Île-en-Mer, à La Rochelle et dans la vallée de la Loire.

## Dommages
Dans certaines bourgades, Bouin et Machecoul notamment, la secousse est si violente que de nombreuses maisons se fissurent ou s'effondrent,.
À Bouin il existe deux types de constructions, celles de la ville, bâties sur des calcaires durs formant une butte au milieu des marais et construites avec les pierres extraites de la butte elle-même et celles du marais, édifices fragiles qui n'ont peut-être pas encore été réparés après les affrontements et construites sur des vasières. Environ 6 à 8 % du nombre total des maisons sont proches de la ruine (14 sont abattues et 150 endommagées). Il s'agit vraisemblablement des plus fragiles. Les constructions légères ne sont cependant pas les seuls édifices touchés par le séisme comme le rapporte un témoignage : « la flèche du clocher toute en pierre de taille construite à ciment est sur le point de tomber »,,.
Les observations faites à Machecoul sont assez comparables. Là aussi ce sont surtout les édifices fragiles du marais qui semblent les plus touchés. La plupart des maisons endommagées lors de la guerre civile n'avaient été réparées que provisoirement et se trouvaient d'autant plus fragilisées,.
Des dégâts sont également constatés à La Garnache, à 6 km au nord-est de Challans, dans la zone des marais de Bois-de-Céné, à Barbâtre, bourgade qui, en partie détruite par le tremblement de terre, perdit son titre de municipalité et fut réunie à Noirmoutier, et à Bourgneuf-en-Retz. Le cas unique d'une maison détruite à Champtoceaux dans le Maine-et-Loire, bourgade en rive gauche de la Loire à environ 25 kilomètres en amont de Nantes, a également été signalé.
Dans le Marais, les villes de Noirmoutier, Beauvoir-sur-Mer, Saint-Gilles-Croix-de-Vie ont fortement ressenti les secousses sans que des dégâts soient signalés cependant. Dans les zones voisines du Marais, des renseignements assez détaillés sur les effets du séisme sont rapportés pour Nantes, Saint-Lyphard en Brière, Tiffauges, autour du lac de Grand-Lieu, près du Temple mais aussi pour les communes des départements voisins comme Vannes et Josselin dans le Morbihan, Le Mans, La Flèche, La Ferté-Bernard dans la Sarthe, Angers, Beaufort-en-Vallée dans le Maine-et-Loire, Rennes, La Guerche dans l'Ille-et-Vilaine, La Rochelle en Charente-Maritime.
Des mouvements d'eaux importants sont signalés par les lettres et les articles de journaux : inondations, submersions des digues, forte vague secouant les bateaux, montées anormales des rivières, etc., au sud de la Loire comme près de Bouin (submersion des digues et vague), à Bourgneuf (vagues et transports de terre), à La Rochelle (vague) aussi bien qu'au nord de la Loire comme à Nantes (vagues), en Brière près de Saint-Nazaire (mouvements d'eau) ou encore à Belle-Île-en-Mer (submersion de digue).
Une partie des mouvements d'eau, en particulier les inondations et les montées anormales de cours d'eau, est d'origine douteuse. Elle peut aussi bien s'expliquer par un brusque dégel supprimant les barrages de glace signalés quelques semaines auparavant dans les rivières que par un raz de marée. D'autres observations, faites juste après le séisme (forte vague secouant les bateaux, submersion des digues), sont plus probantes. Elles semblent bien montrer que l'épicentre du séisme est en mer et non aux environs de Bouin comme on le pensait d'abord. Cette vague et ces submersions pourraient être dues à un tsunami.

## Conséquences sur l'économie locale

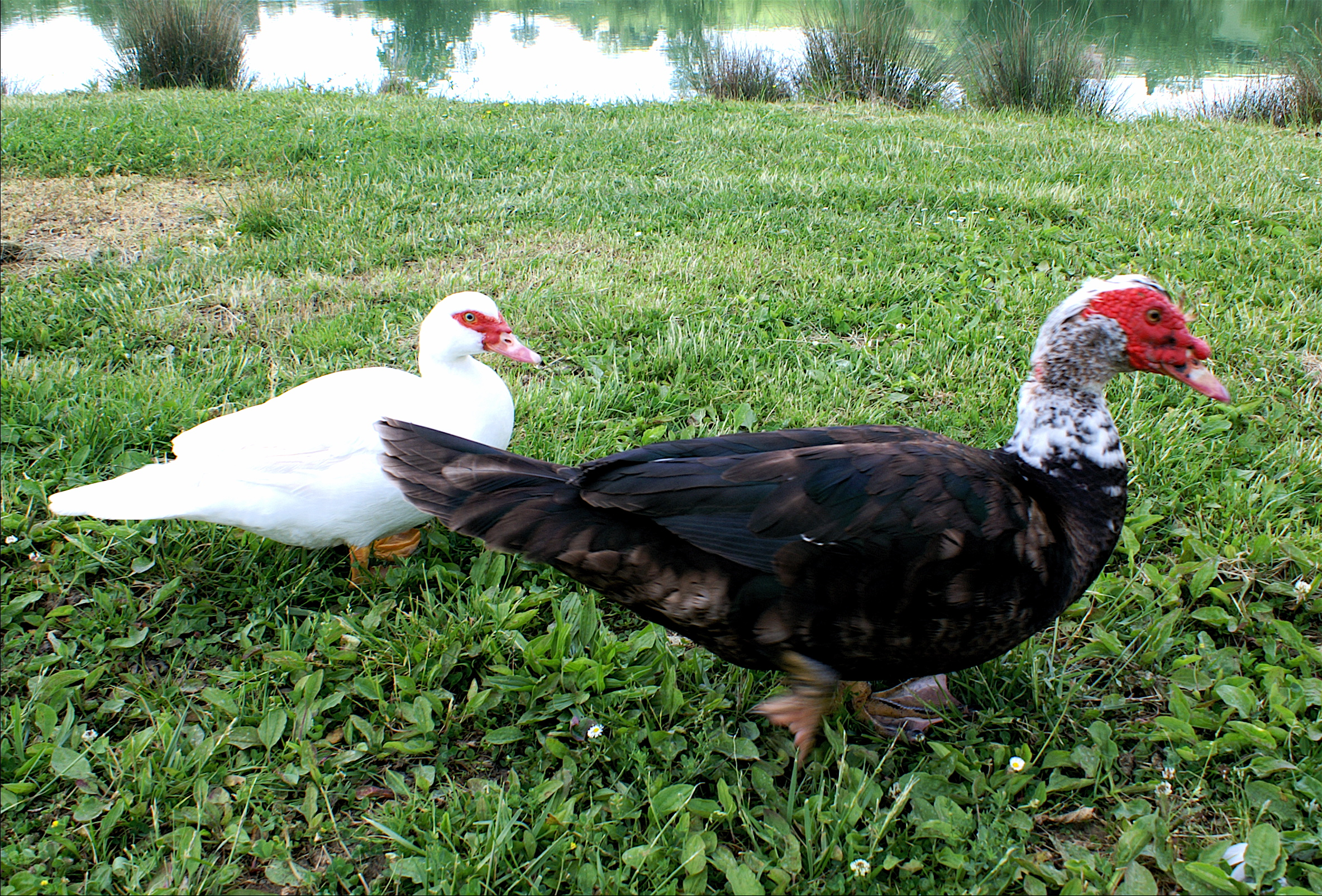
Économie du Marais breton-vendéen au XXIe siècle : volailles de Challans
et sel de Noirmoutier.

Au-delà de la destruction d'édifices et de superstructures, les conséquences à plus ou moins long terme du séisme sur l'économie locale sont signalées notamment auprès de l'administration centrale de la Loire-Inférieure par l'administration municipale d'Herbignac qui indique le 1er mars 1799 (11 ventôse an VII) que la population des communes de La Brière-en-Saint-Hyphard et d'Herbignac qui « ont ordinaire de tirer des mottes qui servant au chauffage du canton en approvisionnent encore tous les cantons environnants et leur permet de vivre pendant les deux tiers de l’année » accusent des pertes occasionnées par le tremblement de terre. De même, l'administration municipale de Machecoul signale que si les propriétaires ont réussi à rétablir en partie les cultures détruites par la guerre civile, ils n'en avaient cependant retiré encore aucun bénéfice à la date du séisme et que « les terres basses tant du haut que du bas marais de la commune de Machecoul ne produiront encore rien cette année, ces terres sont sous les eaux depuis plus de deux mois les blés se trouveront pourris comme l'an dernier ».

## Information des autorités
Les commissaires du Directoire comme le sieur Mignon, Commissaire du Directoire exécutif auprès du canton de Bouin, informent le « Citoyen Ministre » de l'événement. L'administration centrale de la Loire-Inférieure est rapidement avertie des dégâts importants subis dans la commune de Machecoul. Depuis la côte et jusqu'à une distance de cent cinquante à deux cents kilomètres dans l'intérieur des terres, le tremblement de terre crée une telle commotion que l'Administration centrale auprès de tous les départements proches du séisme ne manque pas d'en informer le ministre de l'Intérieur, depuis Nantes, Laval, Le Mans, Tours, Poitiers, Châteauroux, Fontenay-le-Comte, Châteaubriant, etc.,,.

## Presse
La presse locale, Le Publicateur de Nantes, La Feuille nantaise, Les Étrennes de Nantes, L'Ami de la liberté, La Feuille du jour, etc. relate l'événement durant plusieurs jours, relayée par la presse nationale, Le Bien informé, La Gazette nationale, Les Annales de la République. En cette période de développement de la presse écrite, ces pages sont des sources d'information importantes pour la sismologie future lorsque les fonds originaux sont perdus : elles publient en effet les témoignages et les communiqués des autorités, directement ou avec le recul de leur propre analyse.

## Témoignages
Les écrits qui relatent les effets du séisme sont marqués par la proximité de la Guerre de Vendée qui vient de ravager la région. Leur lecture doit être rapprochée de ce cadre historique. Ce sont les lettres des administrateurs locaux qui décrivent les dégâts avec le plus d'exactitude et de précisions. Les journaux peuvent donner des éclairages complémentaires mais leurs informations sont à examiner avec précaution,.

## Autres séismes de la région
Aucun autre exemple d'un séisme d'une telle ampleur n'est recensé dans le Marais breton-vendéen. Les seules secousses enregistrées sont mineures et ont été relevées dans l'île de Noirmoutier (23 août 1747, 5 février 1833, 15 octobre 1945 et 22 juin 2005) et à Bourgneuf-en-Retz (7 avril 1767). Sur la côte atlantique proche du marais, des secousses approchantes ont cependant été relevées à Vannes (intensité VII) le 9 janvier 1930, à Quimper (intensité VII) le 2 janvier 1959 et à l'île d'Oléron (intensité VII), le 7 septembre 1972.

## Projections contemporaines
Bouin, comme toutes les communes de la Vendée et les 146 communes du sud de la Loire-Atlantique est classée en zone de sismicité 3 (risque modéré).
Les auteurs du rapport d'étude du Bureau de recherches géologiques et minières de 2016 « Impact du séisme de 1799 sur le bâti courant des départements de Loire-Atlantique (44) et de Vendée (85) », qui ont appliqué la modélisation du séisme de 1799 au territoire contemporain des deux départements, concluent à des dommages simulés de l'ordre de 10 000 à 12 000 bâtiments inhabitables, soit un effectif nettement plus important qu'à l'époque du fait de l'urbanisation intervenue notamment sur des terrains de qualité médiocre sur lesquels se reproduiraient, sur les bâtiments construits avant la mise en œuvre de la réglementation de 2011, les effets connus sur les vasières du Marais breton-vendéen en 1799, en cas de survenance d'un événement de même intensité.
En 2019, Caroline Kaub propose dans sa thèse de « caractériser la géométrie des éventuelles failles plio-quaternaires et potentiellement actives dans cette région, en s'intéressant particulièrement à la faille de Machecoul, bordière des bassins sédimentaires du Marais Breton et de la Baie de Bourgneuf et candidate potentielle pour le séisme Vendéen de 1799 [en suggérant] que la sédimentation plio-quaternaire des bassins en mer comme à terre au sud de la faille de Machecoul a pu être contrôlée par cette faille probablement héritée de l’Eocène [et en apportant] un faisceau d’indices permettant de relier la faille de Machecoul à la rupture du séisme Vendéen de 1799, ».
Le séisme de Bouin est le séisme de référence de la centrale nucléaire du Blayais.